# Vitbukspapegojor
Vitbukspapegojor (Pionites) är ett litet släkte med fåglar i familjen västpapegojor inom ordningen papegojfåglar som återfinns i Amazonområdet. Vanligtvis omfattar släktet två arter, men Birdlife International har nyligen urskilt ytterligare två:
- Svarthuvad vitbukspapegoja (P. melanocephalus)
- Rosthuvad vitbukspapegoja (P. leucogaster)
  - "Svartbent vitbukspapegoja" (P. [l.] xanthomerius) – urskiljs av Birdlife International som egen art
  - "Gulstjärtad vitbukspapegoja" (P. [l.] xanthurus) – urskiljs av Birdlife International som egen art